# ايمبا

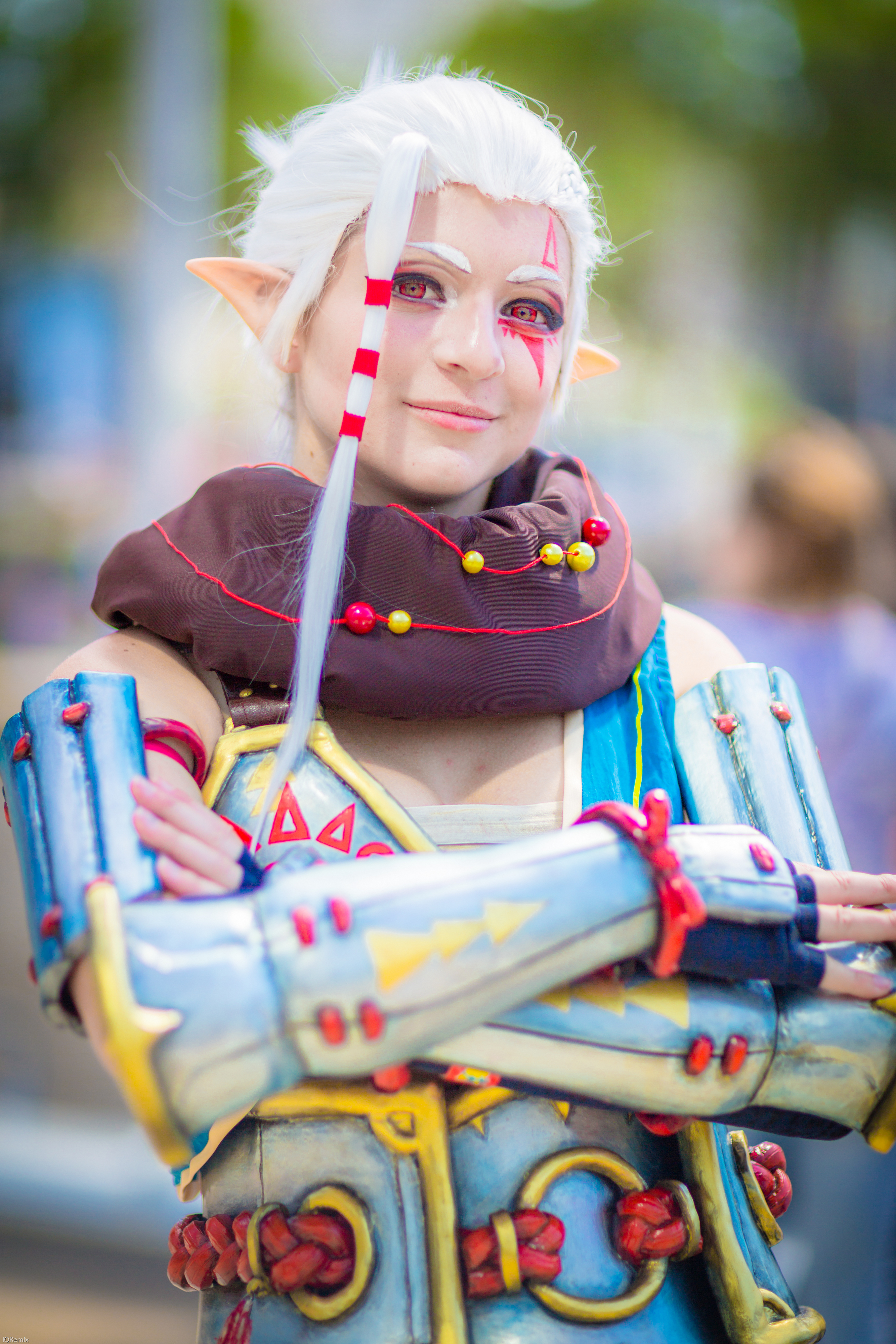

ايمبا(باليابانية: インパ, Inpa),شخصية خيالية في لعبة ذا ليجند أوف زيلدا,في الجزء أوكرينا أوف تايم.
هي العضوة الوحيدة التي تنتمي من قبيلة شياكا في مجموعة الأبطال السبعة.
وهي الحارسة الشخصية للأميرة زيلدا.
ولقد فتحت قرية كاكاريكو والتي كانت قديما أرضا لقبيلة الشياكا.
وفي بداية اللعبة أخذت الأميرة زيلدا للهرب من جانوندورف.
وخلال السبعة السنين التي تجمد فيها لينك,علَّمت ايمبا الأميرة زيلدا فنون القتال,وأسمت نفسها شيك لكي لايتعرف عليها جانوندورف.